# Regno Unito al Junior Eurovision Song Contest
Il Regno Unito ha partecipato 5 volte sin dal suo debutto nel 2003. La rete che ha curato le varie partecipazioni è la ITV. Durante queste 3 edizioni, si piazzano al 3º e al 2º posto. Nel 2006 si ritirano causa i bassi ascolti riscontrati, per poi ritornare nel 2022 e nel 2023 con la BBC come emittente responsabile alla partecipazione al concorso, per poi ritirarsi nuovamente.

## Partecipazioni
- Primo posto
- Secondo posto
- Terzo posto
- Ultimo posto

| Anno                                    | Artista       | Canzone                 | Lingua  | Posizione | Posizione |
| Anno                                    | Artista       | Canzone                 | Lingua  | Finale    | Punti     |
| --------------------------------------- | ------------- | ----------------------- | ------- | --------- | --------- |
| 2003                                    | Tom Morley    | My Song for the World   | Inglese | 3º        | 118       |
| 2004                                    | Cory Spedding | The Best Is Yet to Come | Inglese | 2º        | 140       |
| 2005                                    | Joni Fuller   | How Does It Feel?       | Inglese | 14º       | 28        |
| Nessuna partecipazione dal 2006 al 2021 |               |                         |         |           |           |
| 2022                                    | Freya Skye    | Lose My Head            | Inglese | 5º        | 146       |
| 2023                                    | Stand Uniqu3  | Back to Life            | Inglese | 4º        | 160       |
| Nessuna partecipazione dal 2024 al 2025 |               |                         |         |           |           |

## Storia delle votazioni
Al 2005, le votazioni del Regno Unito sono state le seguenti: 
Punti dati
| Posizione | Stato                 | Punti |
| --------- | --------------------- | ----- |
| 1         | Spagna                | 31    |
| 2         | Croazia               | 20    |
| 3         | Grecia                | 18    |
| 4         | Bielorussia Danimarca | 15    |
| 5         | Malta                 | 14    |

Punti ricevuti
| Posizione | Stato          | Punti |
| --------- | -------------- | ----- |
| 1         | Malta          | 27    |
| 2         | Danimarca      | 25    |
| 3         | Bielorussia    | 24    |
| 4         | Paesi Bassi    | 21    |
| 5         | Romania Spagna | 20    |